# Anastazjusz III (prawosławny patriarcha Antiochii)
Atanazjusz III – chalcedoński patriarcha Antiochii w latach 620–628.